# Neffes
Neffes település Franciaországban, Hautes-Alpes megyében. Lakosainak száma 783 fő (2022. január 1.). Neffes Châteauvieux, Gap, Pelleautier, Sigoyer és Tallard községekkel határos.

## Népesség
A település népességének változása:
| Lakosok száma | 187  | 432  | 510  | 691  | 749  | 744  | 748  | 763  | 781  | 783  |
|               | 1968 | 1982 | 1990 | 2006 | 2013 | 2015 | 2017 | 2019 | 2020 | 2022 |